# Уэст-Ориндж (Нью-Джерси)
Уэст-Ориндж — пригородный тауншип в округе Эссекс (штат Нью-Джерси, США). По данным переписи населения Соединенных Штатов 2010 года, его население составляло 46 207 человек. Это на 1264 человека больше (+2,8 %) чем по данным переписи 2000 года. Уэст-Ориндж — это одновременно пригород Ньюарка (центр округа Эссекс и крупнейший город Нью-Джерси) и пригород Нью-Йорка; он находится примерно в 12 милях к западу от Манхэттена. С 1887 года и до своей смерти в 1931 году в Уэст-Ориндже жил известный изобретатель Томас Эдисон, который имел здесь лабораторию и мастерскую.

## История

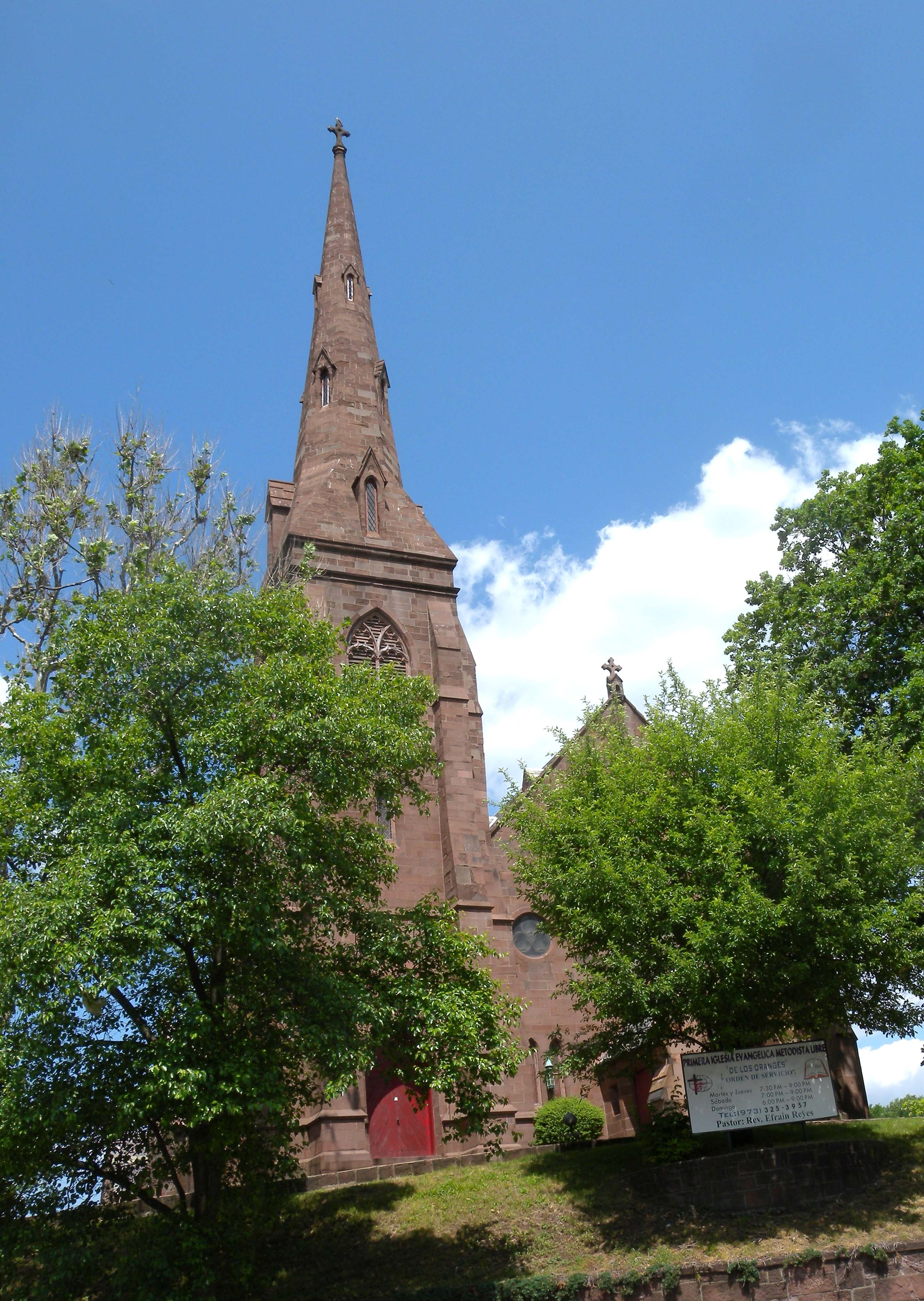
Методистская церковь

Уэст-Ориндж первоначально был частью территории индейского клана Хакенсак. Хакенсаки были фратрией племени делаваров. На их языке «Лени Ленапе» означает «Изначальный народ». Субплемя акваканонк располагалось вдоль реки Пассаик. Они были частью алгонкинской языковой семьи и к XVIII веку были известны как «индейцы Делавэра». Они отождествляли себя с тотемом Черепахи. Они были охотниками-собирателями, происходили по материнской линии. Их главное поселение находилось там, где сегодня находится город Хакенсак. Они отправлялись к океану или в горы, чтобы поохотиться. Река Пассаик протекает в 13 км к западу и востоку и в 21 км к северу от Уэст-Ориндж. В столетия, предшествовавшие промышленному развитию, река Пассаик и горы Уотчунг были главными географическими ориентирами среди дикой природы.
Уэст-Ориндж расположен на вершине гор Уотчунг. Этот наблюдательный пункт над долинами к востоку от Манхэттена имел стратегическое значение для делаваров, а затем войск Джорджа Вашингтона во время Американской революции. В лесистой Южной горной резервации есть скалы в форме спин больших черепах. Этот район известен как «Место для пикника на Черепашьей скале» и дал своё название Зоопарку черепашьей скалы. Скалы черепашьей спины считались священными для коренных американцев.
Коренные американцы были племенами охотников-собирателей, которые иногда вели межплеменные войны, но не владели этой землёй. Они верили в то, что нужно брать от природы только необходимое и учитывать потребности следующих семи поколений. Это гостеприимство поначалу пошло на пользу европейским поселенцам. В XVI—XVII веках территория много раз переходила из рук в руки между хакенсаками, голландцами, шотландцами, шведами и английскими колонистами. Из-за войн между коренными американцами и европейскими поселенцами большинство европейских поселенцев остались к востоку от реки Гудзон. В 1664 году англичане захватили Новую Голландию. 28 октября 1664 года англичане купили 2000 км² земли у Хакенсака, от Статен-Айленда до реки Пассаик на севере и реки Раритан на юге, примерно за 154 английских фунта. Это событие известно как «Покупка Элизабеттауна».
В 1666 году пуританский капитан Роберт Трит переехал из Коннектикута в Нью-Джерси и купил у губернатора Картерета участок земли к западу от реки Пассаик и в 13 км к востоку от место, где в настоящее время расположен Уэст-Ориндж. Однако племя Хакенсак оспорило эту покупку и заявило, что она не была включена в покупку Элизабеттауна. 11 июля 1667 года договор урегулировал покупку через Сэмюэля Эфсала, переводчика делаваров. Затем Трит основал Ньюарк, установив в нём режим пуританской теократии, как это было сделано в Милфорде (штат Коннектикут). Территория Ньюарка продолжала расширяться на запад по мере того, как англичане свергали голландцев и претендовали или покупали новые территории Хакенсака. Это расширение было осуществлено в основном индивидуальными владельцами недвижимости, которые постепенно приобретали участки земли. Иногда они называли его в честь себя или того места, где они жили в Европе. Часто границы не были чётко определены и сохранилось очень мало карт того времени.
В 1678 году Энтони Олив стал первым европейцем, поселившимся на территории нынешнего Уэст-Оринджа. Он был голландского происхождения. Он основал ферму у подножия гор — на территории нынешнего парка Ллевеллин. Это была все ещё нетронутая дикая местность. В 1702 году Нью-Джерси стал королевской колонией Англии. К 1706 году то, что сейчас называется Уэст-Ориндж, считалось частью графства Эссекс на территории Восточной Джерси.
К 1700-м годам Уэст-Ориндж был известен как часть гор Ньюарк. Во время Американской революции долины были застроены фермами и мельницами. Район на Мейн-стрит, ныне известный как «Уголок Тори», назывался Уильямстаун в честь двух братьев Натаниэля и Бенджамина Уильямсов. Натаниэль и два его старших сына были лоялистами британской короны и собирали других лоялистов на собрания. Натаниэль взял своих старших сыновей Джеймса и Амоса, чтобы присоединиться к британской армии в 1777 году и больше не вернулся. Жена Натаниэля Мэри Уильямс оставалась на ферме с младшими детьми. Её дом был построен в 1720 году. Она добровольно сдалась революционным войскам Вашингтона. Спустя десятилетия Джеймс вернулся на ферму, чтобы воссоединиться со своей матерью Мэри. Натаниэль и Амос так и не вернулись. Натаниэль умер от оспы в Нью-Йорке. Мемориальная доска в честь Мэри Уильямс была установлена организацией «Дочери Американской революции» в 1922 году.
Уэст-Ориндж первоначально был частью городка Ньюарк и оставался таковым до 27 ноября 1806 года, когда территория, в настоящее время охватывающая все Оринджи, была отделена, образовав городок Ориндж. 13 апреля 1807 года было избрано первое правительство, а 31 января 1860 года Ориндж был включён в состав города. Почти сразу же Ориндж начал распадаться на более мелкие сообщества, в первую очередь из-за местных споров о расходах на создание платных полицейских, пожарных и уличных отделений. Саут-Ориндж был организован 1 апреля 1861 года, городок Фэрмаунт (независимый муниципалитет, который позже стал частью Уэст-Ориндж) — 11 марта 1862 года и Ист-Ориндж — 4 марта 1863 года. Уэст-Ориндж (включая то, что было кратковременным независимым муниципалитетом Фэрмаунт) был включён в состав тауншипа 10 апреля 1863 года и преобразован в город в 28 февраля 1900 года. В 1980 году Уэст-Ориндж снова стал тауншипом, чтобы воспользоваться преимуществами федеральной политики распределения доходов, которая выделяла большую долю государственной помощи муниципалитетам, классифицируемым как тауншипы.
Городок получил своё название в честь Вильгельма III Оранского или Вильгельма IV, принца Оранского, которое, в свою очередь, происходит от города Оранж.
Резервация Игл-Рок занимает 160 га в Уэст-Ориндже, Монтклэре и Вероне. На территории резервации жило много орлов. В настоящее время это начало тропы Ленни Ленапе. Рок-Спринг расположен у подножия скал Черепашьей спины — в настоящее время на углу Нортфилд-авеню и Уокер-роуд (Уэст-Ориндж). Вода из источника считалась целебной со времён коренных американцев. В XIX веке посетители из Нью-Йорка приезжали в Уэст-Ориндж, чтобы выпить воды из этого источника из-за его предполагаемых целебных свойств. Уэст-Ориндж стал курортом — с катанием на лодках, рыбной ловлей и парком развлечений на Кристал-Лейк недалеко от резервации Игл-Рок. В 1901 году состоялось первое испытание автомобиля в гору, получившее название Eagle Rock Hill Climb.
Ллевеллин-парк, первое запланированное сообщество в Америке, расположено в Уэст-Ориндж и было спроектировано предпринимателем Ллевеллином Хаскеллом и архитектором Александром Джексоном Дэвисом в 1857 году. Ллевеллин-парк считается одним из лучших примеров движения «Романтический пейзаж» того периода.
Одним из местных жителей был Томас Эдисон. Лаборатория Томаса Эдисона, в настоящее время являющаяся Национальным историческим парком, была местом, где он разработал изобретения, на которые получил более 1000 патентов, включая электрическую лампочку, биржевой тикер и звукозапись. На территории лаборатории также находится «Чёрная Мария» — первая американская киностудия, родина Голливуда. Вся американская киноиндустрия родилась в Уэст-Ориндже. Киноиндустрия города быстро начала распространяться на близлежащие районы. В конце концов, в 1907 году индустрия распространилась на Форт-Ли, который предлагал недорогую землю для киностудий, которые можно было бы разместить в непосредственной близости от Нью-Йорка. В ответ на требования Фонда Эдисона о роялти со студий независимые студии, расположенные в районе Форта Ли, начали переезжать на территорию нынешнего Голливуда, где они могли работать в хорошую погоду круглый год, вне досягаемости Эдисона и его фонда.
В конце 1800-х в долине Уэст-Ориндж располагались 34 шляпных фабрики. В настоящее время она перестраивается под «Хэт-Сити» или «Район искусств Долины». До своего закрытия в 1983 году компания Orange Quarry Company располагалась в Уэст-Ориндж, где добывался голубой камень.
После Второй мировой войны в Уэст-Ориндже наблюдался строительный бум. В 1960-х годах «бегство белых» после беспорядков в Ньюарке 1967 года и эпохи гражданских прав привело к дальнейшему заселению Уэст-Оринджа. Открытие в 1970 году межштатной автомагистрали 280 сделало Уэст-Ориндж популярным пригородом «спального сообщества» для пассажиров, прибывающих в Нью-Йорк. Это совпало с изменениями в иммиграционном законодательстве, вновь открывшими страну для азиатской иммиграции в 1965 году, и десегрегацией американских пригородов 1980-х годов. К 1990-м годам Уэст-Ориндж превратился в «плавильный котёл», где жило разнообразное международное сообщество. Многие отрасли промышленности, которые способствовали росту Уэст-Оринджа, покинули этот район к 1960-м годам. Это привело к некоторому упадку городов и заброшенным складам в Долине, в отличие от богатых сообществ на вершинах гор.
В настоящее время здесь находится Институт Кесслера, где проходил реабилитацию актёр Кристофер Рив, и «Дочери Израиля». Здесь также находится множество еврейских синагог и корейских церквей.

## География
По данным Бюро переписи населения США, общая площадь тауншипа составляла 31,41 км², в том числе 31,09 км² суши и 0,32 км² воды (1.01 %). Он расположен примерно в 8 км к западу от центра Ньюарка и в 19 км к западу от Нью-Йорка. Уэст-Ориндж находится в столичном районе Нью-Йорка.
Западный приток реки Рауэй берёт начало в Кристал-Лейк и проходит через городок в резервации Саут-Маунтин.
Уэст-Ориндж граничит с общинами округа Эссекс: Эссекс-Феллс, Ливингстон, Милбёрн, Мейплвуд, Монтклэр, Ориндж, Роузленд, Саут-Ориндж и Верона.

## Демография

### Перепись 2000 года
По данным переписи населения Соединённых Штатов Америки 2000 года здесь находились 44 943 человек, 16 480 домохозяйств и 11 684 семей. Плотность населения составляла 3708,7 человек на квадратную милю (1431,7 чел./км²). Насчитывалось 16 901 единиц жилья со средней плотностью 1394,7 на квадратную милю (538,4/км²). Расовый состав населения: 67,6 % белых, 17,5 % афроамериканцев, 0,14 % коренных американцев, 8,09 % азиатов, 0,04 % жителей Тихоокеанских островов, 3,52 % приходится на другие расы и 3,20 % приходится на две или более других рас. Испаноязычные или латиноамериканцы любой расы составляли 10,04 % от популяции тауншипа.
Насчитывалось 16 480 домохозяйств, из которых в 32,2 % воспитывались дети в возрасте до 18 лет, 56,0 % представляли собой совместно проживающие супружеские пары, в 11,2 % домохозяйств проживали женщины без мужа, а 29,1 % не имели семей. 24,6 % всех домохозяйств состояли из одного человека, а в 11,6 % из них проживали одинокие люди в возрасте 65 лет и старше. Средний размер домохозяйства — 2,66, а семьи — 3,19 человека. Население тауншипа составляло 23,3 % младше 18 лет, 6,2 % от 18 до 24, 29,7 % от 25 до 44, 23,4 % от 45 до 64 и 17,4 % старше 65 лет. Средний возраст жителей составил 39 лет. На каждые 100 женщин приходилось 88,6 мужчин. На каждые 100 женщин старше 18 приходилось 84,0 мужчин.
Средний доход домохозяйства в городе составлял 69 254 долларов, а средний доход семьи — 83 375 долларов. Средний доход мужчин составлял 52 029 долларов против 39 484 долларов у женщин. Годовой доход на душу населения составил 34 412 долларов. Около 4,6 % семей и 5,6 % всего населения находились ниже черты бедности, из которых 6,0 % младше 18 и 7,8 % старше 65 лет.

### Перепись 2010 года
По данным переписи населения Соединенных Штатов 2010 года, в тауншипе насчитывалось 46 207 человек, 16 790 домохозяйств и 11 753 семей. Плотность населения составляла 3836 человек на квадратную милю (1481,1 чел./км²). Насчитывалось 17 612 единиц жилья со средней плотностью 1462,1 на квадратную милю (564,5/км²). Расовый состав населения: 57,15 % (26 406) белых, 26,58 % (12 284) чернокожих или афроамериканцев, 0,38 % (174) коренных американцев, 7,96 % (3680) азиатов, 0,02 % (10) жителей Тихоокеанских островов, 4,82 % (2227) других рас и 3,09 % (1426) других рас. две или более расы. Испаноязычные или латиноамериканцы любой расы составляли 16,20 % (7 487) от популяции тауншипа.
Из 16 790 домохозяйств в 33,4 % воспитывались дети в возрасте до 18 лет; 53,1 % представляли собой совместно проживающие супружеские пары; в 12,7 % домохозяйств проживали женщины без мужа и в 30,0 % домохозяйств не было семей. Из всех домохозяйств 25,5 % состояли из одного человека, а в 12,6 % проживали одинокие люди в возрасте 65 лет и старше. Средний размер домашнего хозяйства составил 2,70 человека, а средний размер семьи — 3,28 человека.
23,7 % населения младше 18 лет, 7,1 % от 18 до 24, 25,7 % от 25 до 44, 27,6 % от 45 до 64 и 15,9 % в возрасте 65 лет и старше. Средний возраст составил 40,6 лет. На каждые 100 женщин приходилось 88,3 мужчин. На каждые 100 женщин в возрасте 18 лет и старше приходилось 83,2 мужчин.
Опрос американского сообщества, проведённый Бюро переписи населения за 2006—2010 годы, показал, что (в долларах с поправкой на инфляцию 2010 года) средний доход домохозяйства составил 88 917 долларов (с погрешностью +/- 4 480 долларов), а средний доход семьи составил $106,742 (+/- $5,256). Средний доход мужчин составлял 65 854 доллара (+/- 4 548 долларов) против 43 223 долларов (+/- 2 769 долларов) у женщин. Доход на душу населения в тауншипе составлял $43,368 (+/- $2,021). Около 4,9 % семей и 7,1 % всего населения находились ниже черты бедности, из которых 8,5 % младше 18 и 7,5 % старше 65 лет.

## Экономика
Торговый центр Essex Green, спроектированный компанией Sol Atlas, представляет собой торговый центр под открытым небом с такими магазинами, как ShopRite, ресторанами и кинотеатром AMC Theaters Fork and Screen, где можно пообедать. Торговый центр площадью 33 000 м², крупнейший в своём роде в округе Эссекс, был приобретён в 2016 году компанией Clarion Partners.

## Спорт
Хоккейная команда Jersey Rockhoppers Восточной профессиональной хоккейной лиги, сформированная в сезоне 2008—2009, играла домашние игры на арене Ричарда Дж. Коди. Арена также использовалась для тренировок команды «Нью-Джерси Девилз» с 1986 по 2007 год. Хоккейная команда «New Jersey Daredevils», созданная в 2002 году и играющая в SHI (Специальная хоккейная международная лига), использует арену для домашних игр и тренировок. Ежегодно в октябре Daredevils проводят турнир для команд Special Hockey International (включая самих Daredevils) под названием Франкенфест. Франкенфест проходит каждый октябрь с 2009 года. Также здесь играет молодёжная хоккейная команда «Нью-Джерси Девилз». В 1989 году в городе прошёл чемпионат мира по самбо.

## Парки
Городок окружён двумя большими парками: резервацией Саут-Маунтин вдоль её юго-западных границ с Мейплвудом, Милбёрном и Саут-Оринджем, а также резервацией Игл-Рок вдоль её северо-восточных границ с Монтклэром и Вероной. Городок расположен на переходе между низменным бассейном залива Ньюарк и высокогорьем гор Уотчунг. На реке Рауэй занимаются рыбной ловлей и каякингом.

## Политика

### Местные власти

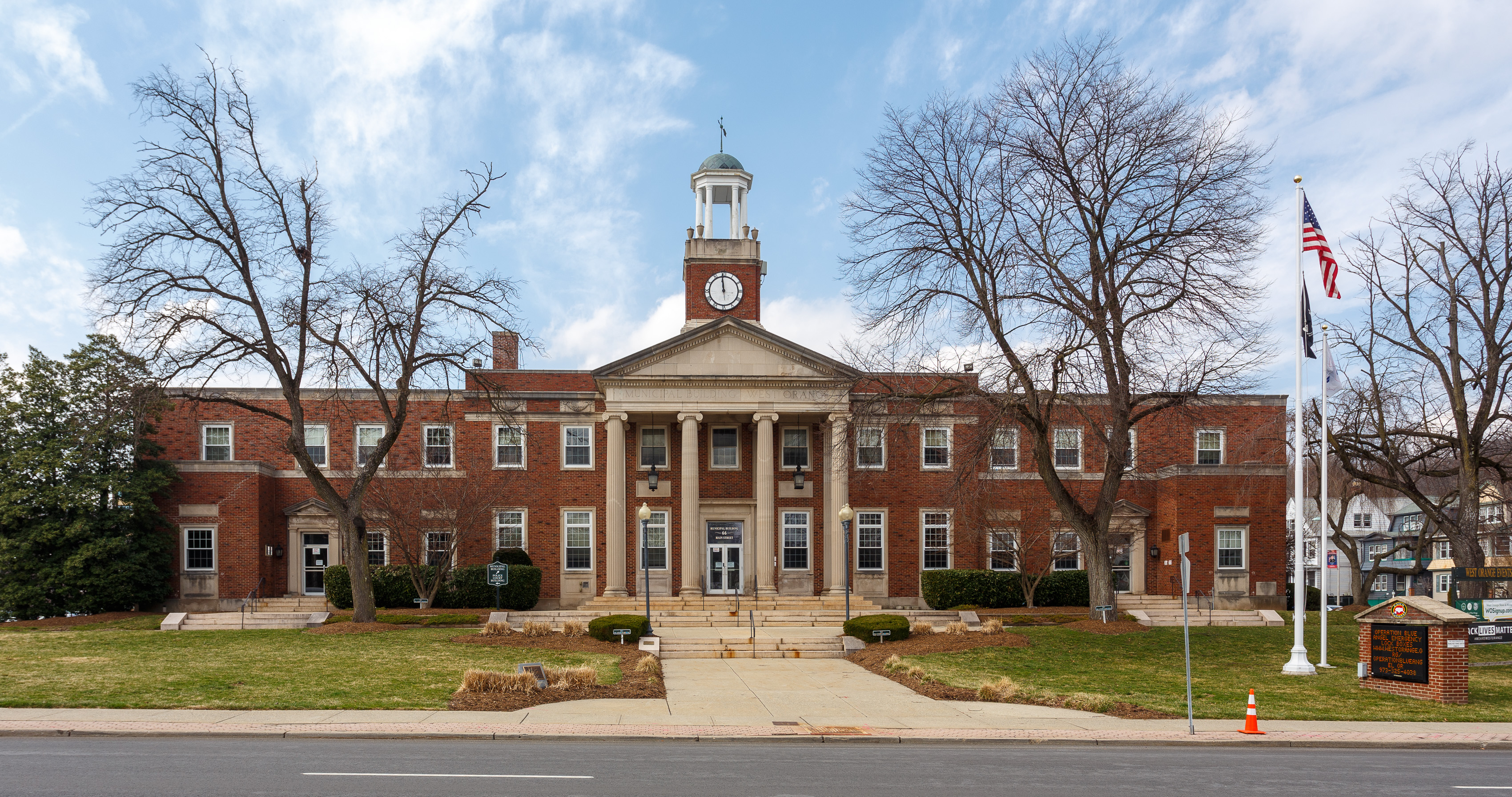
Здание муниципалитета Уэст-Оринджа, расположенное на главной улице тауншипа

Уэст-Ориндж управляется Планом Б системы муниципального управления мэр-Совет в соответствии с Законом Фолкнера, введённым в действие 1 июля 1962 года путём прямого обращения. Тауншип является одним из 71 муниципалитета (из 565) по всему штату, которые используют эту форму правления. Руководящий орган состоит из мэра и городского совета, состоящего из пяти членов. Мэр избирается прямым голосованием сроком на четыре года. Каждый член совета избирается на четырёхлетний срок в шахматном порядке, с тремя местами в совете или двумя местами и местом мэра, которое избирается каждый чётный год. Выборы в посёлки являются беспартийными, и все места выбираются на основе всеобщего голосования. В декабре 2013 года Городской совет утвердил постановление, которое перенесло муниципальные выборы с мая на всеобщие выборы в ноябре, сославшись на экономию от комбинированных выборов, оцениваемую в 100 000 долларов за цикл.

### Выборы
По состоянию на 23 марта 2011 года в Вест-Ориндж насчитывался в общей сложности 30 561 зарегистрированный избиратель, из которых 14 166 (46,4 %) были зарегистрированы как демократы, 3 273 (10,7 %) были зарегистрированы как республиканцы и 13 108 (42,9 %) были зарегистрированы как неаффилированные. Избирателей, зарегистрированных в других партиях, не было.
На президентских выборах 2012 года демократ Барак Обама получил 71,3 % голосов (15 214 поданных голосов), опередив республиканца Митта Ромни с 27,9 % (5950 голосов) и других кандидатов с 0,8 % (177 голосов) среди 21 491 бюллетеней, поданных 32 061 зарегистрированным избирателем городка (было подано 150 бюллетеней испорченный), явка составила 67,0 %. На президентских выборах 2008 года демократ Барак Обама получил 67,8 % голосов (15 423 голоса), опередив республиканца Джона Маккейна с 29,3 % (6667 голосов) и других кандидатов с 0,7 % (154 голоса), среди 22 740 бюллетеней, поданных 30 260 зарегистрированными избирателями городка, явка составила 75,1 %. На президентских выборах 2004 года демократ Джон Керри получил 64,7 % голосов (13 535 поданных бюллетеней), опередив республиканца Джорджа Буша набрал 34,0 % (7118 голосов), а другие кандидаты — 0,7 % (186 голосов) среди 20 933 бюллетеней, поданных 28 418 зарегистрированными избирателями городка, при явке 73,7 %.
На губернаторских выборах 2013 года демократ Барбара Буоно получила 56,0 % голосов (6350 поданных голосов), опередив республиканца Криса Кристи с 42,9 % (4863 голоса) и других кандидатов с 1,1 % (125 голосов) среди 11 580 бюллетеней, поданных 32 390 зарегистрированными избирателями городка (было подано 242 бюллетеня). испорченный), явка составила 35,8 %. На губернаторских выборах 2009 года демократ Джон Корзайн получил 59,3 % голосов (8168 поданных бюллетеней), опередив республиканца Криса Кристи с 32,9 % (4530 голосов), независимого Криса Даггетта с 6,2 % (858 голосов) и других кандидатов с 0,7 % (100 голосов), среди 13 773 бюллетеней, поданных 29 898 зарегистрированными избирателями городка, явка составила 46,1 %.

### Федеральное представительство, представительство штатов и округов
Уэст-Ориндж разделён между 10-м и 11-м избирательными округами Конгресса и является частью 27-го законодательного округа штата Нью-Джерси. До переписи 2010 года Уэст-Ориндж был разделён между 8-м округом Конгресса и 10-м округом Конгресса, изменение, внесённое Комиссией по перераспределению округов Нью-Джерси, которое вступило в силу в январе 2013 года на основе результатов всеобщих выборов в ноябре 2012 года. В результате перераспределения, вступившего в силу в 2013 году, 18 122 жителя восточной трети городка были отнесены к 10-му округу, в то время как 28 085 жителей в западной части городка были отнесены к 11-му округу.
В 117-м Конгрессе Соединённых Штатов Десятый избирательный округ Нью-Джерси представлен Дональдом Пейном-младшим (D, Ньюарк). В 117-м Конгрессе Соединённых Штатов Одиннадцатый избирательный округ Нью-Джерси представлен Мики Шеррилл (D, Монтклэр). Нью-Джерси представлен в Сенате Соединённых Штатов демократами Кори Букером (Ньюарк, срок полномочий заканчивается в 2027 году) и Бобом Менендесом (Харрисон, срок полномочий заканчивается в 2025 году).
На сессии 2022-2023 годов 27-й законодательный округ Законодательного собрания Нью-Джерси представлен в Сенате штата Ричардом Коди (D, Роузленд), а в Генеральной Ассамблее Милой Джейси (D, Саут-Ориндж) и Джоном Ф. Маккеоном (D, Уэст-Ориндж).
Округ Эссекс управляется непосредственно избираемой исполнительной властью округа, а законодательные функции выполняет Совет окружных комиссаров. По состоянию на 2021 год исполнительным директором округа является Джозеф Н. ДиВинченцо-младший (Ум., Роузленд). Окружной совет окружных уполномоченных состоит из девяти членов, пять из которых избираются от округов, а четыре из которых избираются на широкой основе. Они избираются на трёхлетний срок одновременно и могут быть переизбраны на последующие сроки на ежегодных выборах в ноябре. Нет никаких ограничений на количество сроков, которые они могут отбывать. Самые последние выборы в Совет окружных комиссаров округа Эссекс состоялись 3 ноября 2020 года.

## Образование
Государственные школы Вест-Ориндж обслуживают учащихся с дошкольного возраста до двенадцатого класса. По состоянию на 2019—2020 учебный год в округе, состоящем из 12 школ, обучалось 6718 учащихся и 632,5 классных руководителей (на основе FTE), при соотношении учащихся и учителей 10,6:1. Школы в округе (с данными о зачислении на 2019-20 годы из Национального центра по Статистика образования) — Центр раннего обучения Бетти Маддалена (с 71 учеником в PreK), начальная школа Грегори (454 ученика; в классах K-5), начальная школа Хейзел-авеню (320; K-5), Начальная школа Келли (455; PreK-5), Начальная школа Маунт-Плезант (353; K-5), Начальная школа Редвуд (509; K-5), Начальная школа Сент-Клауд (356; K-5), Начальная школа Вашингтона (417; K-5), Средняя школа Томаса Эдисона (516; 6), Средняя школа Либерти (536; 7-8), Средняя школа Рузвельта (487; 7-8) и средняя школа Вест-Ориндж (2 098; 9-12). Школа Плезантдейл была переименована в школу Келли в мае 2016 года в честь Марка и Скотта Келли, идентичных близнецов, которые посещали школу со второго класса, прежде чем стать астронавтами НАСА.
Подготовительная школа Сетон-Холл — римско-католическая средняя школа для мальчиков, действующая под руководством архиепархии Ньюарка. Основанная в 1856 году в кампусе Университета Сетон-Холл, школа переехала в Уэст-Ориндж в 1985 году.

## Транспорт

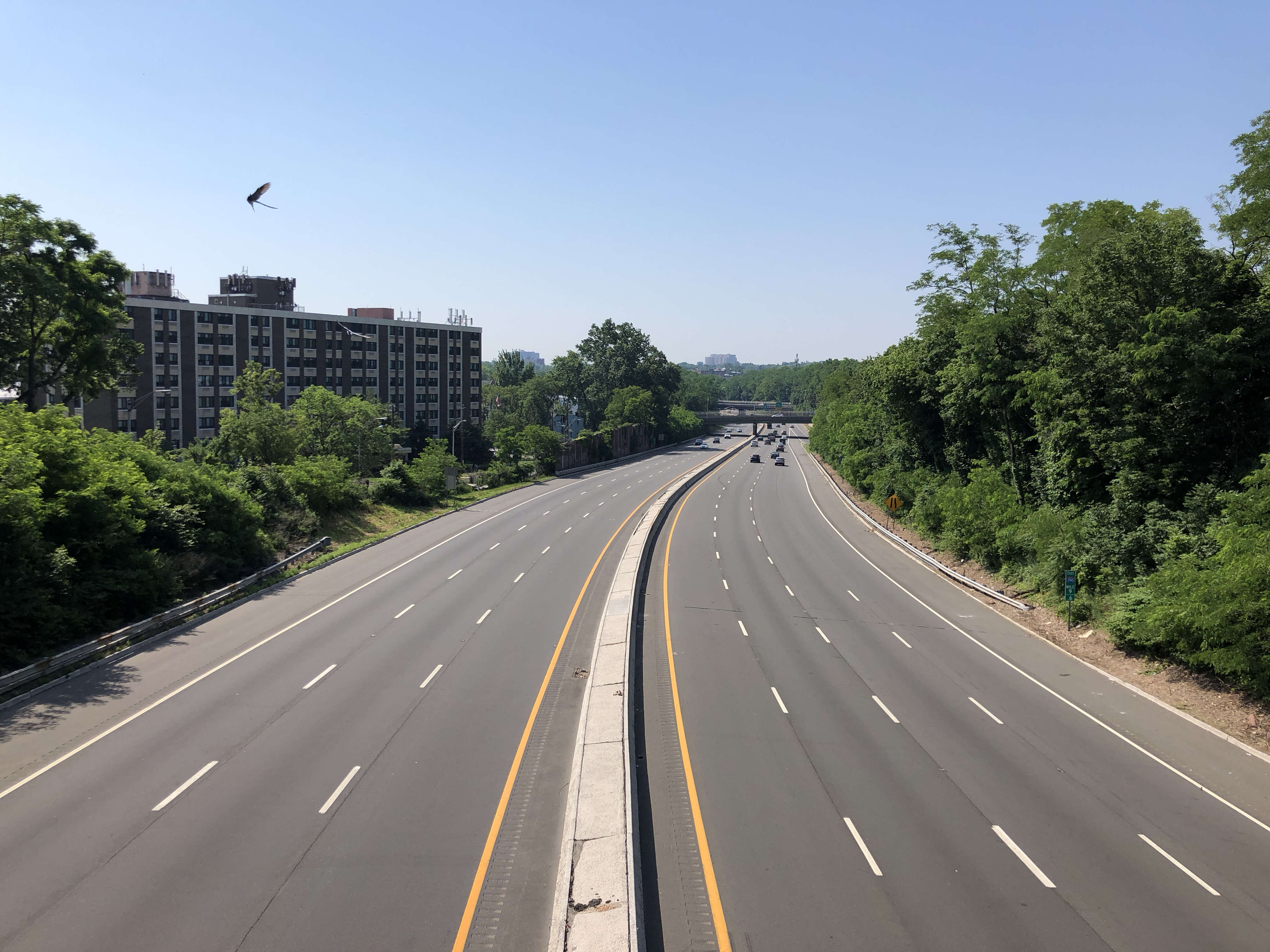
Вид на восток вдоль трассы I-280 в Уэст-Ориндж.

### Дороги и автомагистрали
По состоянию на май 2010 года в тауншипе насчитывалось в общей сложности 184,33 км автомобильных дорог, из которых 144,25 км обслуживались муниципалитетом, 31,30 км — округом Эссекс и 8,79 км — Департаментом транспорта Нью-Джерси.
Межштатная автомагистраль 280 — это главная дорога с ограниченным подъездом, проходящая с востока на запад. Трасса 10 проходит через западную часть города и имеет свою восточную конечную точку на CR 577 (которая проходит с севера на юг через городок). CR 508 также пересекает муниципалитет с востока на запад.

### Общественный транспорт
Нью-Джерси Транзит предлагает автобусное сообщение в городке Ньюарк по маршрутам 21, 29, 71, 73 и 79, а также местное сообщение по маршруту 97. В сентябре 2012 года в рамках сокращения бюджета NJ Transit приостановила сообщение с Ньюарком на 75-й линии.
DeCamp Bus Lines предлагает регулярное сообщение между посёлком и автовокзалом Port Authority в Мидтауне по маршруту 66. Coach USA / Community Coach обслуживает автобусный терминал Port Authority на маршруте 77. OurBus курсирует по пригородному маршруту в Нью-Йорк, обслуживая Ливингстон и Вест-Ориндж.
В городке работает автобусное сообщение, которое курсирует по будням и доставляет пассажиров до железнодорожных вокзалов Брик-Чёрч, Ориндж и Саут-Ориндж.

## СМИ
На протяжении многих десятилетий Уэст-Ориндж был центром индустрии средств массовой информации и телекоммуникаций. «Черная Мария» Томаса Эдисона, первая в истории киностудия, располагалась на пересечении Мейн-стрит и Лейксайд-авеню. В городе расположено несколько радио- и телевизионных вещательных антенн. С конца 1960-х / начала 1970-х до начала 1990-х годов Channel 68 TV содержал свои офисы, студии и передатчик на 416 Eagle Rock Avenue. После того, как 68-й канал переехал на Уэст-Маркет-стрит в Ньюарке, а их передатчик — в Эмпайр-стейт-билдинг на Манхэттене, принадлежащие NBC и управляемые станциями WNBC-TV Channel 4 и WPXN-TV Channel 31 (позже NBC продала свою долю в материнской компании WPXN Paxson Communications) переехали в комплекс Eagle Rock Avenue с резервным передатчиком объектов в случае катастрофического события, такого как разрушение их основных передатчиков во Всемирном торговом центре, которое произошло 11 сентября 2001 года. Первоначальное здание 68 канала позже было снесено, и на его месте было возведено новое здание. Уэст-Ориндж ранее был домом для двух религиозных радиостанций WFME 1560AM с лицензией на Нью-Йорк и WFME 106.3FM с лицензией на Маунт-Киско (штат Нью-Йорк), и одной ныне несуществующей некоммерческой станции WNYJ-TV с лицензией на Уэст-Милфорд (штат Нью-Джерси). Все они принадлежат Family Stations Inc. WFME-FM ранее работал на частоте 94,7 Мгц до его продажи Cumulus Media в 2012 году и переименован в WNSH, В конце 2020 года Family Radio навсегда закрыла свои студии в Уэст-Ориндже и начала работать со своих передатчиков WFME-AM в Маспете, Куинс в Нью-Йорке (в феврале 2021 года AM-станция временно прекратила вещание после того, как земля, на которой находился передатчик, была продана) и WFME-FM недалеко от Бедфорда, штат Нью-Йорк. WFMU 91.1FM, ранее принадлежавший Upsala College, а ныне принадлежащий Auricle Communications, имеет свои передающие вышки на Марселла-авеню в огороженной лачуге, примыкающей к бывшим студиям WFME.
Verizon Communications, основанная ещё в середине-конце 1950-х и начале 1960-х годов, когда она называлась New Jersey Bell, управляла аналоговым центральным офисом, а затем оптоволоконным оборудованием на Проспект-авеню рядом с торговым центром Essex Green, а также оптоволоконным и спутниковым передатчиком, который первоначально принадлежал и управлялся MCI Inc. пока он не был приобретён Verizon в 2006 году. Кроме того, Sprint Corporation, T-Mobile и Verizon Wireless владеют вышками сотовой связи или арендуют их по всему городу.

## В культуре
В криминальной драме канала HBO «Клан Сопрано» Уэст-Ориндж является местом расположения дома престарелых Ливии Сопрано в Грин-Гроув. Городок также использовался в различных других эпизодах сериала, поскольку сериал в основном снимался на натуре в Северном Джерси.